# Siphona tenuipalpis
Siphona tenuipalpis là một loài ruồi trong họ Tachinidae.